# Holubîne, Svaleava
Holubîne (în ucraineană Голубине) este o comună în raionul Svaleava, regiunea Transcarpatia, Ucraina, formată numai din satul de reședință.

## Demografie
Componența lingvistică a comunei Holubîne
     Ucraineană (98,85%)
     Alte limbi (1,08%)
Conform recensământului din 2001, majoritatea populației comunei Holubîne era vorbitoare de ucraineană (98,85%), existând în minoritate și vorbitori de alte limbi.